# Bohlenkammer auf dem Kreienkopp
Die ebenerdige, Nord-Süd orientierte Bohlenkammer auf dem Kreienkopp (auch Bohlenkammer von Ditfurt genannt) bei Ditfurt im Landkreis Harz in Sachsen-Anhalt, wurde 1933 von Karl Schirwitz ausgegraben.
Die 2,4 × 2,0 m große Kammer des Bohlenkammergrabes hat aus Bohlen gebildete Seitenwände und eine ebensolche Decke.
Darüber war ein Hügel geschüttet.

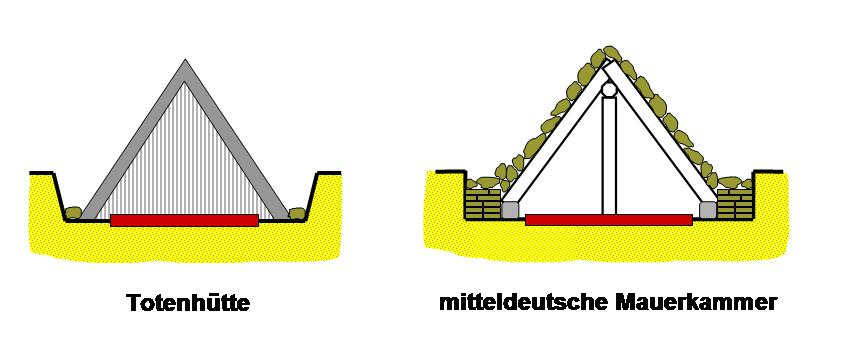
Totenhütte (Bohlenkammer) und Mauerkammergrab

Der Grabraum ist von einer Steinpackung umgeben, die mit Lehm abgedichtet war. Im Osten liegt ein etwa 3 × 0,8 × 0,5 m messender Zugang mit Steinabdeckung und hölzernen Seitenwänden. Infolge einer Störung ist der Übergang von der Kammer zum Gang nicht mehr fassbar. Der Bereich in und um die Kammer ist gepflastert. Das Abbrennen des Grabes belegen starke Holzkohleschichten.
In Kammer und Gang fanden sich, meist wirr durcheinander und dicht gedrängt, die Reste von mindestens 20 Individuen unterschiedlichen Alters und beiderlei Geschlechts. Die Schädel waren im Gang und an der Nord- und Südwand konzentriert. Sämtliche Knochen zeigten Spuren von Feuereinwirkung. Im Gang befand sich ein Hocker in situ, in der Nähe des Hockers einige durchbohrte Hundezähne. Als Beigaben fanden sich nur wenige verkohlte Gewebereste.
Schirwitz und Fischer weisen das Grab der Walternienburg-Bernburger Kultur zu. Hans-Jürgen Beier ordnet es aufgrund der Architektur und der Bestattungsweise der Bernburger Kultur zu. Da Kammer und Gang eine Einheit bilden, ist das Grab entgegen früheren Angaben Ost-West gerichtet.
Der Hügel enthielt eine schnurkeramische Nachbestattung und eine früheisenzeitliche Steinkiste.